# Locomotora a Turbina de Gas-Eléctrico
La Locomotora a Turbina de Gas-Eléctrico tiene como elemento principal un propulsor a gas que permite construir locomotoras de peso inferior a su similar Diesel Eléctrica. Se debe tener en cuenta que el motor diésel ha alcanzado casi todo lo que es posible esperar de él, en cambio, la turbina a gas está en pleno desarrollo. En locomotoras sólo es posible el ciclo abierto, es decir el ciclo de menor rendimiento térmico. Así con temperaturas de entrada a la turbina de 730º Celsius el rendimiento térmico es del 20 % contra el 37 % de un buen motor diésel. Sin embargo la turbina a gas quema combustible pesado de las mismas características del usado en los barcos, cuyo costo es una fracción del precio del gas-oil que utilizan los motores diésel; además, con simples modificaciones puede trabajar con gas y con carbón pulvarizado.
El aire aspirado entra y pasa al compresor axial, allí aumenta su presión en una relación que puede ser de 5 a 1. La relación de compresión y el caudal de aire se varían modificando la velocidad; el compresor contiene quince escalones de paletas forjadas de acero al cromo. 
El aire a presión penetra en las cámaras de combustión, donde se encuentran los inyectores que pulverizan al combustible líquido, la combusión se inicia por medio de bujías similares a las de los motores de nafta. Los gases de la combustión a alta temperatura y presión pasan a través de la turbina, de varias etapas, donde entrega parte de su energía, saliendo finalmente por el escape.
Las paletas de la turbina de gas, que deben soportar temperaturas muy altas y esfuerzos mecánicos elevados, son de material muy especial y costoso, aleación de cobalto-cromo-tungsteno y su perfil es convergente y de incidencia variable; el aumento del rendimiento térmico descansa sobre la obtención de otras aleaciones resistentes a temperaturas más altas que las actuales.
Comparando a la Locomotora Diesel-Eléctrica y turbina a gas-eléctrico, se tiene que el peso completo por CV es de 60 kg/CV para la diésel-eléctrica y 50 kg/CV para la turbina de gas-eléctrica.